# Домаха (зупинний пункт)
Домáха — закритий пасажирський залізничний зупинний пункт Дніпровської дирекції Придніпровської залізниці на електрифікованій лінії Павлоград I — Синельникове I між станціями Павлоград I (10 км) та Зайцеве (10 км). Розташовувався поблизу однойменного села Павлоградського району Дніпропетровської області.

## Пасажирське сполучення
На Платформі Домаха раніше зупинялися приміські електропоїзди до станцій Лозова, Синельникове I та Дніпро-Головний. Наразі приміські електропоїзди прямують через платформу Домаха без зупинок.